# Peter Sommerschuh
Peter Sommerschuh (* 2. März 1936; † 9. Oktober 2023 in Dresden) war ein deutscher Eishockeyspieler und -schiedsrichter.

## Karriere
Peter Sommerschuh spielte Eishockey bei der BSG Einheit Dresden-Süd und der HSG Wissenschaft TH Dresden, damals im Eisstadion an der Lennéstraße. Zwischen 1960 und 1964 gehörte er der Mannschaft des SC Einheit Dresden an, die damals in der (zweitklassigen) 1. DDR-Liga spielte und ihre Heimspiele im Kunsteisstadion an der Magdeburger Straße austrug. Nach seiner Zeit als aktiver Spieler begann Sommerschuh eine Karriere als Schiedsrichter. Dabei bildete er oft ein Gespann mit Bert Schweiger, ebenfalls aus Dresden.
Bis zu seiner Verabschiedung zu Beginn der Saison 1983/84 kam er bei drei Weltmeisterschaften (C-Weltmeisterschaft 1976, B-Weltmeisterschaft 1981 und A-Weltmeisterschaft 1983) und zwei Junioren-Europameisterschaften zum Einsatz. Insgesamt leitete er 59 A-Länderspiele, 198 internationale Clubspiele und 77 Junioren-Länderspiele als Schieds- oder Linienrichter. Besondere Höhepunkte waren für ihn die Leitung des Europapokal-Finalspiels im Dezember 1978 vor 12.000 Zuschauern in Moskau zwischen dem HK Spartak Moskau und dem TJ Sokol Kladno sowie die A-Weltmeisterschaft 1983 in Westdeutschland. Zudem war er über viele Jahre stellvertretender Vorsitzender der Schiedsrichter-Kommission der DDR.